# Вулиця Ламана (Львів)
Вулиця Ламана — вулиця у Шевченківському районі міста Львова, в місцевісості Збоїща. Пролягає від вулиці Чигиринської до вулиці Бориса Грінченка.

## Історія та забудова
Вулиця виникла у 1960-х—1970-х роках, не пізніше 1975 року отримала назву Ломана, яку 1993 року уточнили на сучасний варіант — Ламана. Забудована переважно типовими для Збоїщ одноповерховими садибами . Картографічний сервіс Google Maps та сайт АТ «Укрпошта» вказують на те, що до вулиці Ламаної приписано лише два будинки під № 6 та № 8.
До другої світової війни існувала також вулиця Ламана (до 1871 року — Крива), яка пролягала від вулиці Лазневої до річки Полтви (нині над руслом річки Полтви проходить проспект Чорновола). Забудова цієї вулиці була знищена під час війни, тому у 1950-х роках на місці вулиці влаштували сквер.
Таку ж саму назву у 1926—1934 роках мала вулиця Міртова на Замарстинові.